# Silvia Fernández Palomar
Silvia Fernández Palomar, conocida como Silvia Ferpal, es una diseñadora gráfica española. Recibió el Premio Nacional ‘Jóvenes Diseñadores’ en 2019, por «su trayectoria diversificada y su valentía a la hora de compaginar creatividad y demanda de diseño».

## Trayectoria
Realizó los estudios de Bellas Artes en la Universidad Complutense de Madrid (UCM) entre los años 2008 y 2013. Con la beca Erasmus viajó a Bélgica y estudió un año escolar en la École supérieure des arts Saint-Luc, en Lieja. Entre 2011 y 2013 se especializó en diseño gráfico en la Escuela Superior de Diseño de Madrid.
Como parte del Programa de Creación 2017 del Instituto de la Juventud (INJUVE), entre noviembre de 2017 y enero de 2018, Fernández participó en la exposición Interferencias en la Sala Amadís. La exposición fue un proyecto de colaboración entre la escuela de Artediez y el INJUVE, con exposiciones y talleres de los y las artistas seleccionados en el Programa de Creación Injuve 2017 de Cómic, Ilustración y Diseño.
En este mismo año diseñó la tipografía Ferpal Sans, para la ciudad de Madrid. Para ello, se inspiró en los letreros cerámicos de las calles de Madrid. Para la festividad de San Isidro Labrador de 2018 (que se celebran alrededor del 15 de mayo) el diseño de los carteles del Ayuntamiento de Madrid fueron elaborados con la Ferpal Sans y las ilustraciones de Mercedes deBellard.
Como diseñadora, Fernández trabajó para la agencia de publicidad Ogilvy & Matter en 2013. Posteriormente, se incorporó a Designit Madrid hasta 2016, cuando se trasladó a su filial en Nueva York hasta 2018.
En el curso 2018-2019, Fernández recibió la beca del Ministerio de Asuntos Exteriores y de Cooperación y la Agencia Española de Cooperación Internacional para el Desarrollo (MAEC-AECID) en la Academia de España en Roma. En ella desarrolló su investigación sobre cómo los objetos deben ser utilizados de manera activa dando lugar a cuatro series: Collage, Stencils de Roma, Griglie illeggibili y MN6, expuestas en la galería Studio Stefania Micetti.
Desde 2019, es profesora de proyectos de diseño en el Grado en diseño del Istituto Europeo di Design (IED), donde anteriormente, lo fue de diseño para el máster Diseño editorial: medios impresos y digitales. También, como docente ha colaborado con la Nave Nodriza y Doméstika, y he ofrecido charlas en espacios como la Universidad Complutense de Madrid, la Escuela Trazos o la Escuela Sur de Profesiones Artísticas.
En 2021, en la cuarta edición del Madrid Design Festival, participó en una mesa redonda junto a la historiadora del arte Ana Domínguez Siemens y a la arquitecta italiana Teresa Sapey en la Fundación Telefónica para reflexionar sobre las diferencias entre arte y diseño.
Como artista, Fernández ha expuesto en sitios como el Museo Nacional de Artes Decorativas, la Galería Araña, la Academia de España en Roma o la Sala Amadis, entre otros. -Tiene su propio estudio de diseño y realiza proyectos digitales, de marca y de ilustración además de su práctica artística en paralelo.

## Reconocimientos
En 2019, el Ministerio de ciencia e innovación otorgó a Férnandez el Premio Nacional de Jóvenes Diseñadores de España. Un reconocimiento a su labor en diseño estratégico, servicios de innovación y diseño de procesos. El jurado destacó la diversificación de su trayectoria y su capacidad para compaginar la creatividad con la demanda de diseño.